# Казарка (Пензенская область)
Казарка — село Никольского района Пензенской области, центр Казарского сельсовета. Другое название — Шелалейка.

## Общие сведения
Село расположено в 20 км к юго-западу от районного центра Никольск, на правом берегу Айвы.
Как поселение упоминается в 1725—1745 годах. Основатель — Дмитрий Андреевич Бадиков. Как село основано в 1815 году. Являлось центром Казарской волости Городищенского уезда, одним из центров рогожного промысла Пензенской губернии.
Село имело церковь, богадельню, лавку, базар по пятницам, 9 поташных заводов, 3 кожевенных завода, дегтярный завод (на 1877 год).
В 1912 г. — волостной центр Городищенского уезда, 2 общины, 524 двора, церковь, церковноприходская школа, 4 водяные мельницы, 4 кузницы, 2 кирпичных сарая, 14 лавок.
3 апреля 1918 года в Казарской волости установлена Советская власть. В 1944 г. — центр сельсовета, на его территории колхозы «Коминтерн» и имени Орджоникидзе. В 1955 г. — центр сельсовета, колхоз «Серго Орджоникидзе». В 80-е гг. XX в. — центральная усадьба совхоза «Лесной».

## Население
Численность населения: в 1864 году — 1415 жителей, 1877—1690, 1897—2549, 1926—2699, 1930—2742, 1959—1489, 1979—883, 1989—611, 1996—602 жителя.
| 1785  | 1864  | 1877  | 1897  | 1911  | 1926  | 1930  |
| ----- | ----- | ----- | ----- | ----- | ----- | ----- |
| 320   | ↗1415 | ↗1690 | ↗2549 | ↗2955 | ↘2699 | ↗2742 |
| 1939  | 1959  | 1979  | 1989  | 1996  | 2002  | 2010  |
| ↘2341 | ↘1489 | ↘883  | ↘611  | ↘602  | ↘486  | ↘339  |

## Достопримечательности
Архитектура
В селе сохранился Никольский храм — памятник архитектуры XIX — начала XX века. Построен в 1833 году тщанием помещицы надворной советницы М. Ф. Чубаровой. В 1891—1904 гг. на средства князя Воронцова-Шувалова к нему пристроен по проекту архитектора Эренберга придел во имя Рождества Пресвятой Богородицы, освященный 30 мая 1904 г. В 1932 году был закрыт. Является объектом культурного наследия народов России регионального значения.
В селе был и второй храм. Кладбищенская деревянная церковь во имя Илии Пророка сооружена в 1866 г. Однако, «по причине колебания в ней святого престола богослужение в ней не совершается, но 20 июля совершается в ней утреннее богослужение».

## Выдающиеся земляки
- Баклашкин Федор Акимович, участник Первой мировой войны.[11]
- Корчагин Николай Яковлевич (1924 г.р.), участник Великой Отечественной войны. Награждён двумя орденами «Красной Звезды», Орденом Красного знамени, медалью «За отвагу»[12].
- Купцов Николай Васильевич (1915 г.р.), участник Великой Отечественной войны. Награждён орденом "Красной Звезды".

Ваулин Тимофей Феофанович 1910г участник Великой Отечественной войны командир отделения сержант
, награждён медали:за отвагу, за боевые заслуги, за взятие Киненгсберга, за взятие Берлина, За победу над Германией. Его брат Ваулин Павел Феофанович погиб на фронте.

## Туризм
Село Казарка расположено в живописной части Никольского района, в лесном массиве, на пересечении рек Айва и Казарка. В заповеднике находятся живописные родники и озера. Леса богаты грибами и ягодами. Для отдыхающих подготовлены охотничьи домики, террасы, навесы. Администрацией Никольского района проводится работа по созданию инвестиционной базы в Казарке для туриндустрии.

## Фотогалерея

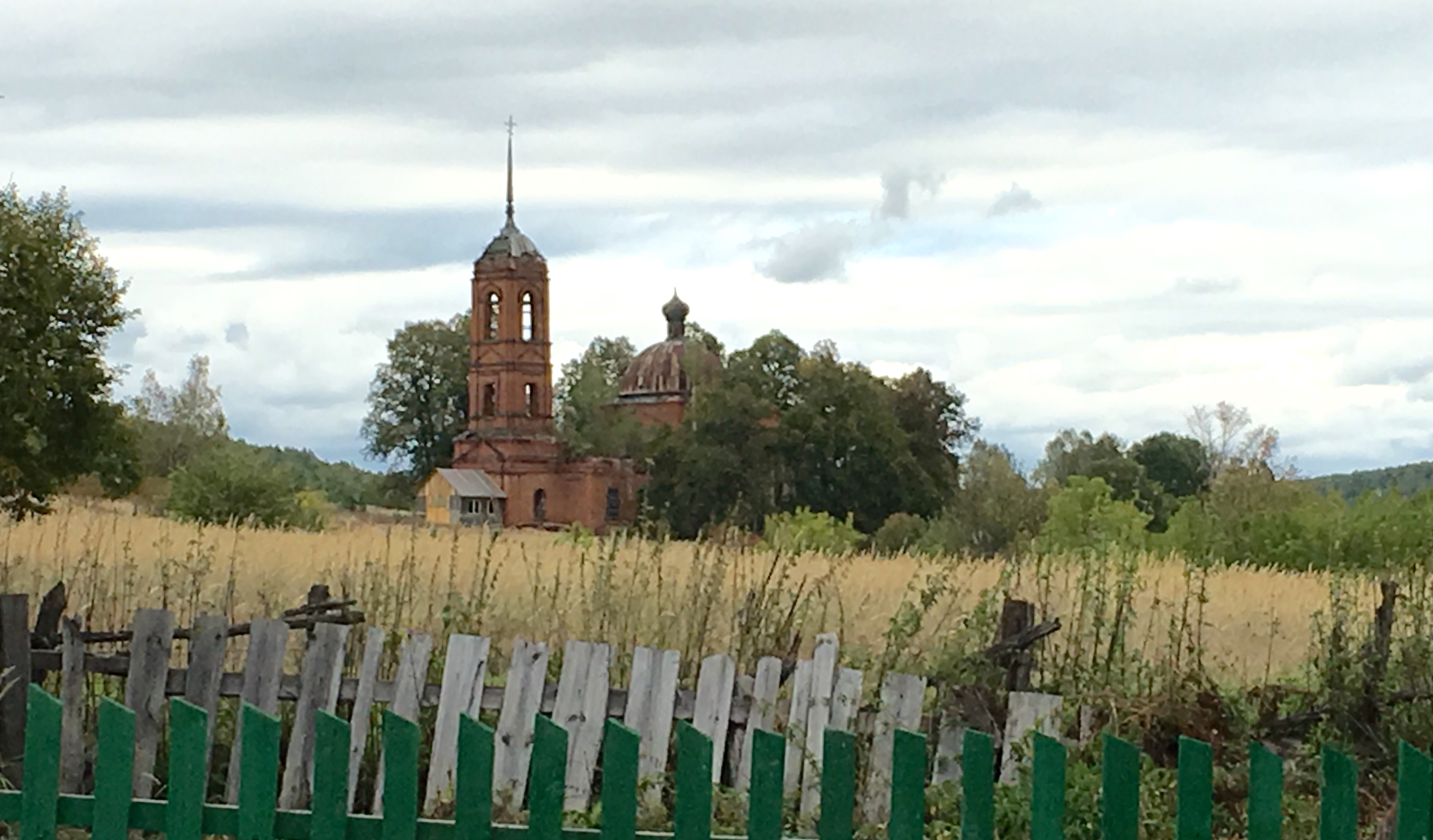
Никольский храм в селе Казарка
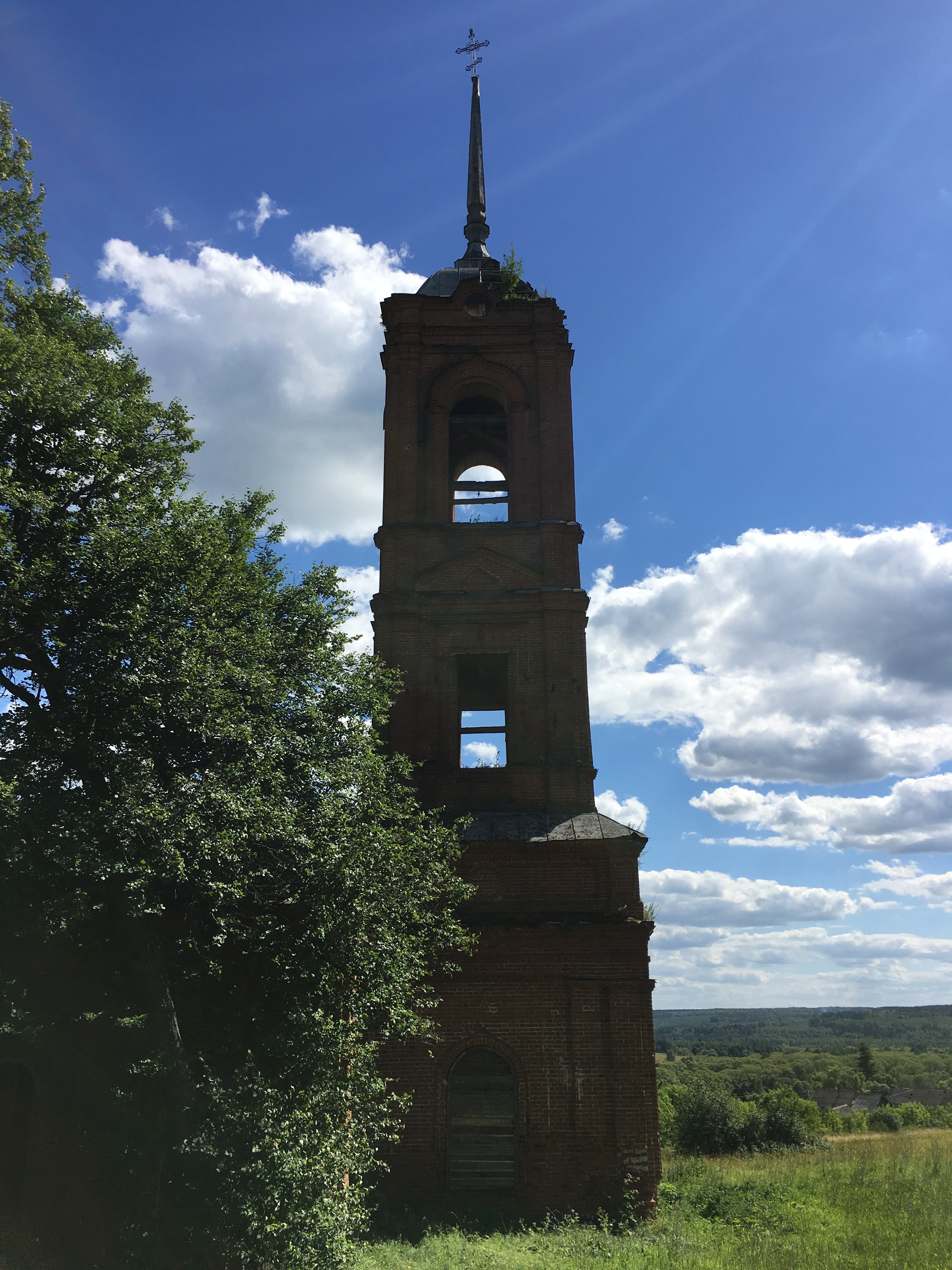
Никольский храм
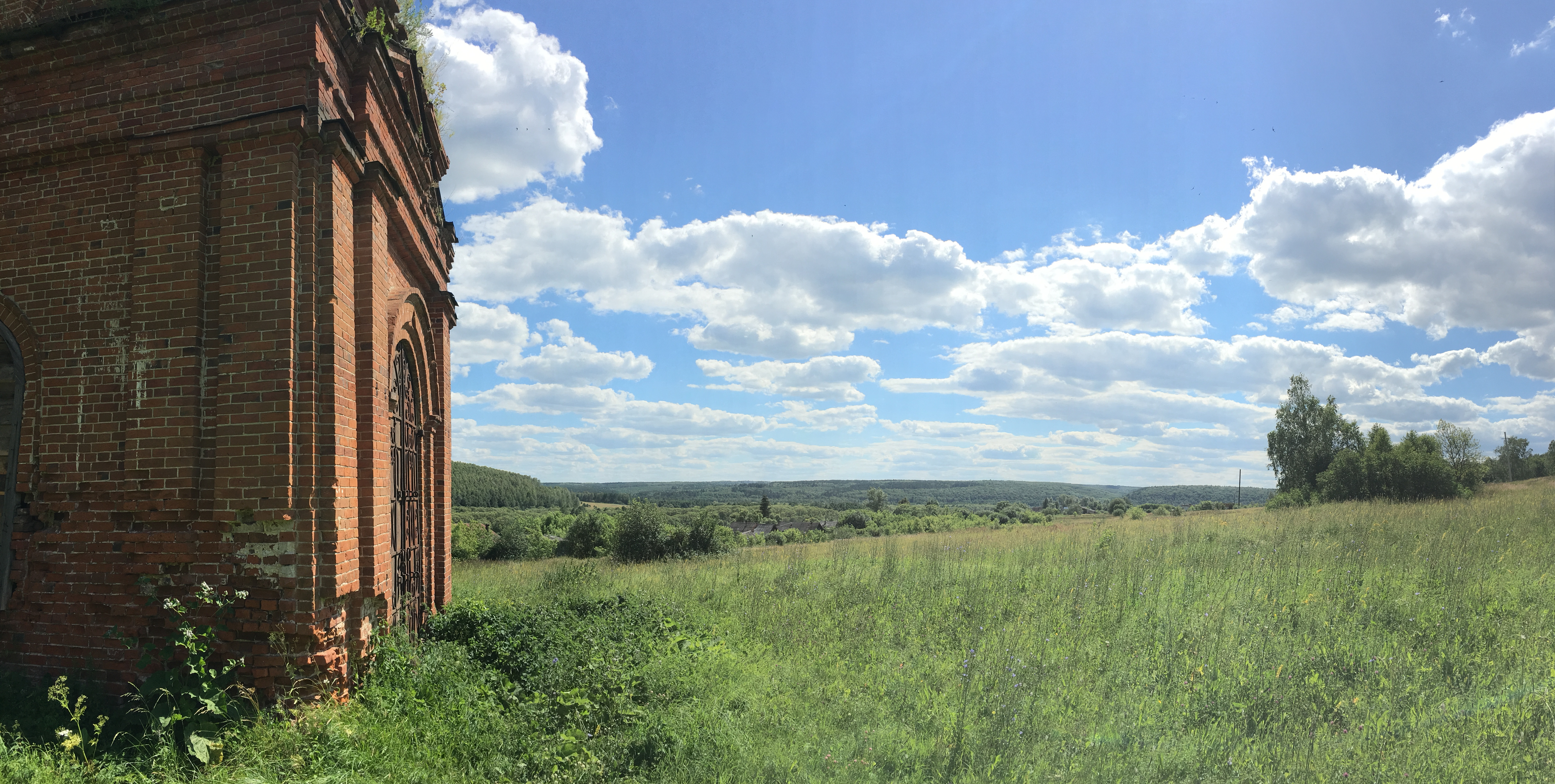
Никольский храм
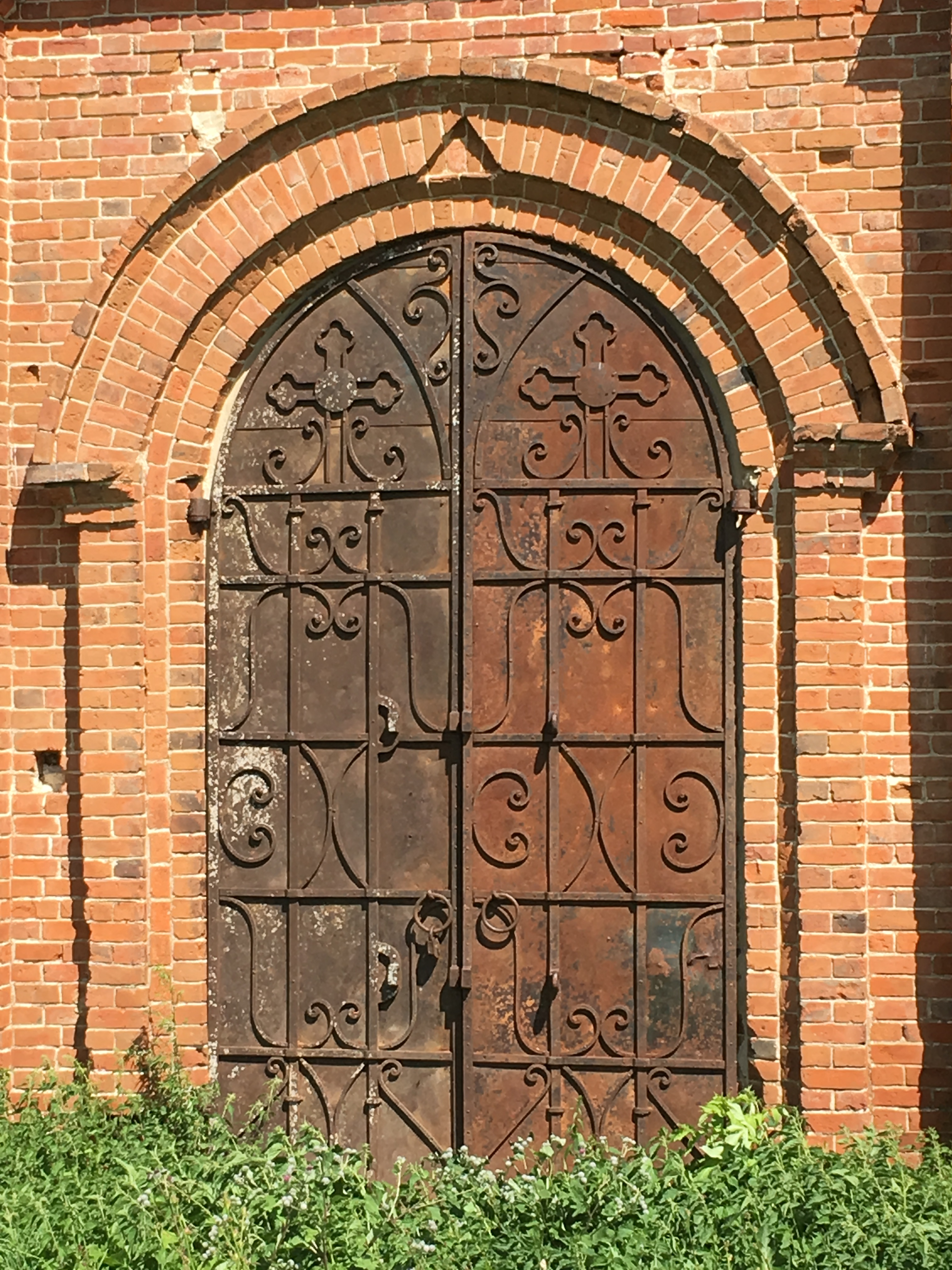
Никольский храм